# 陈铁迪
陈铁迪（1935年12月—），湖南长沙人。1952年1月加入中国共产党。同济大学工业与民用建筑结构专业毕业。早年在南京工学院（后更名东南大学）、同济大学任教，文革时遭受迫害下放劳动。文革后历任同济大学党委副书记；中共上海市委常委、市委教卫工委书记；上海市人大常委会副主任、上海市委副书记等职。1993年2月当选上海市第八届政协主席，1998年2月届满又当选上海市人大常委会主任。2003年任满退二线。曾发起创办上海市慈善基金会。